# Neophisis arachnoides
Neophisis arachnoides är en insektsart som först beskrevs av Bolívar, I. 1905.  Neophisis arachnoides ingår i släktet Neophisis och familjen vårtbitare. Inga underarter finns listade i Catalogue of Life.